# Моя Мишель
«Моя́ Мише́ль» — российская музыкальная группа из города Благовещенска, основанная в 2009 году. В своём творчестве группа использует стили синти-поп и поп-рок. Вокалисткой группы, основательницей и автором песен является Татьяна Ткачук. 

## История группы
История группы «Моя Мишель» началась в Благовещенске в 2009 году. Там познакомились участники будущего коллектива. Сначала появилась группа «The Fragments», которая выступала по городам Дальнего Востока. Позже группа распалась, а все её участники по отдельности перебрались в Москву. В 2010 году была организована новая группа под названием «Моя Мишель». Лидером группы является солистка и автор песен — Татьяна Ткачук. Название группы не произошло от известной песни Beatles — «Michelle», как часто думают. Сочетание «Моя Мишель» на слух понравилось вокалистке Тане Ткачук, для которой оно казалось мягким и приятным. С этим согласились и остальные участники бэнда.

«Неправда, что группа названа в честь „Битлов“ — это не так. Но это не страшно, потому что я сама инициировала неправду. Просто в какой-то момент поклонники предположили такую версию. Кто-то назвал Guns N' Roses, кто-то — „Битлов“, и я сказала „да“. Мне нравится, что всегда разные версии, так интереснее жить. На самом деле мне просто нравится, как это звучит по звукописи — „ММЛ…“. И мне нравится, что это название стало уже нарицательным и просто обозначает наши песни, а не какие-то там розовые сопли. Поэтому мне в начале действительно хотелось сменить его, подумала, что переборщила, но потом передумала.»— Татьяна Ткачук
Начались выступления на маленьких и больших площадках Москвы и Санкт-Петербурга, группа стала участником фестивалей «Соседний мир», «Нашествие», «Кубана». Была совместная работа с другой известной дальневосточной группой «Мумий Тролль» (трибьют на песню «Скорость»).
В конце февраля 2013 года в московском клубе «16 тонн» состоялась презентация дебютного альбома группы под названием «Ты мне нравишься», который записывался два года. Альбом был благосклонно принят слушателями и критиками. В этом альбоме группа делает акцент на качество и разнообразие, вдохновляясь творчеством группы «Мумий Тролль», Sonic Youth, Кэтти Перри, Stone Temple Pilots, Joy Division и Жанной Агузаровой. Композиции альбома сочетают элементы стилей поп, рок и диско. Альбом был выпущен под лейблом Navigator Records в него вошли двенадцать композиций, самыми яркими из которых стали: «ДиДжеи», «Ты мне нравишься», «Юна», «Солнечные ванны» и др. В качестве бонуса была записана песня «Самолёт».
В 2014 году группа выиграла музыкальный конкурс «Work&Rock Battle», который проводят Илья Лагутенко и Иван Ургант, а в апреле 2015 года стали фаворитами проекта «Главная сцена».

Сначала мы выиграли музыкальный конкурс Work&Rock Battle, которые проводят Илья Лагутенко и Иван Ургант. Главным призом стала возможность записать мини-альбом с саунд-продюсером Павло Шевчуком. Мы начали работать, выбрав студию «М. А. М.А». Здесь мы и узнали, что скоро начнется проект «Главная сцена». Отправили заявку.— Татьяна Ткачук
Участие в проекте «Главная сцена» привело к сотрудничеству с композитором и продюсером Игорем Матвиенко (он курировал группу в проекте «Главная сцена»). В итоге при участии продюсерского центра Игоря Матвиенко состоялась запись мини-альбома (EP) под названием «Дура», по названию заглавной песни пластинки, саунд-продюсером которой выступил Павло Шевчук. Релиз состоялся 9 сентября 2015 года в Музыкальной академии Игоря Матвиенко «М. А. М. А.» В альбом вошли песни: «Дура», «Химия», «ТМН», «Посмотри в глаза», а также два микса на заглавную песню.

Почему название этого мини-альбома именно «Дура»? Ну, потому что это, правда! А вообще мы назвали этот альбом так потому, что именно с этой песни все завертелось и началось это волшебство. — Татьяна Ткачук
18 июня 2015 года группа Моя Мишель выпустила дебютный клип на песню «Дура». В октябре 2015 года группа выпустила второй клип на песню «Химия», его съёмки проходили в Турции. 12 ноября 2015 года группа презентовала новый альбом «Химия».
В июле 2016 года группа Моя Мишель и DJ Smash сняли клип на совместный трек «Тёмные аллеи». Эта композиция была номинирована на Премию Муз-ТВ 2017 как «лучший дуэт».
В конце 2016 года вышел очередной альбом группы Моя Мишель под названием «Отстой». Альбом был записан при участии саунд-продюсера Павло Шевчука. В этом альбоме были использованы синти-поп, диско, романс и другие музыкальные стили.
В 2017 году вышли новые клипы группы «Целовать нельзя», «Харуки» и «Ты мне нравишься» из альбома «Отстой». 27 октября 2017 года вышел новый альбом из саундтреков «Кино».
В 2018 году группа выпустила альбом «Люби меня до конца мира».
2 апреля 2019 года состоялась премьера клипа «Молоды и красивы», режиссёр Анна Радченко.
24 мая 2019 года релиз сингла «На билет».
Осенью 2019 года группа презентовала сингл «бемби» и дуэт с BrainStorm «Рождество».
28 февраля 2020 года вышел EP «Наивность. Часть 1». 28 августа того же года вышла 2 часть EP.
Летом 2020 года выпускает синглы «Роман» и «Ковёр».
В ноябре 2020 года коллектив завершает сотрудничество с продюсерским центром Игоря Матвиенко и становится независимым агентом.
В ноябре 2020 года презентует сингл «Нельзя убежать».
8 февраля 2021 года релиз кавера «Медленная звезда» группы «Би-2».
26 февраля 2021 года группа презентовала дуэт с Женей Мильковским (группа «Нервы») «Несовместимость».
28 мая 2021 года релиз сингла «Ок» (попал и некоторое время продержался в «Чартовой Дюжине» «Нашего радио»).
30 июля 2021 года релиз кавера «Зима в сердце» группы Гости из будущего.
Сентябрь 2021 г. — релиз сингла «Тёмная вода» («Моя Мишель» feat. Shura Би-2).
17 марта 2022 — релиз сингла «Пташка» с Dose, который буквально за месяц захватил чарты всех стриминговых сервисов и встал в уверенную ротацию на крупнейших радиостанциях России и СНГ. Трек номинирован как «Интернет-хит» на премии «ЖАРА» 2023.
9 сентября 2022 — релиз сингла «Курточка» с ЛСП.
16 декабря 2022 — релиз альбома «Из цветов и темноты».
16 июня 2023 — релиз сингла «Рыбка» с Ваней Дмитриенко.
4 июля 2024 — релиз сингла «Облака»
22 ноября 2024 — релиз сингла «Город ангелов».
13 декабря 2024  — релиз версии сингла Федука «Хлопья летят наверх» с Бастой.

### Состав группы
- Татьяна Ткачук — голос, песни
- Павло Шевчук — продюсирование, аранжировки, клавишные, drum machine, e-percusion
- Ренат Самигуллин — электрогитара, акустическая гитара

### Бывшие участники
- Дмитрий Стрельцов — бас-гитара (перешёл работать в группу Любэ)
- Денис Маринкин — ударные
- Олег Бураков — ударные
- Михаил Лисов — бас-гитара

## Альбомы
- Ты мне нравишься (2013)
- Химия (2015)
- Отстой (2016)
- Люби меня до конца мира (2018)
- Из цветов и темноты (2022)
- Ангелы и не очень (2025)

Мини-альбомы
- Дура (2015)
- Наивность. Часть 1 (28 февраля 2020)[13]
- Наивность. Часть 2 (28 августа 2020)[14]

Сборники
- Кино (2017)

Синглы
- Всё пройдёт (feat. Дмитрий Нагиев) (2025)[15]

## Клипы
- Диджеи (2013)
- Дура (2015)
- Химия (2015)
- Кошка (2015)
- Тёмные аллеи (2016, совместно с DJ Smash)
- Настя (2017)
- Ванюша (2017, при участии Льва Лещенко, Дмитрия Маликова, Uma2rman, Вахтанга и Антохи MC, для к/ф «Последний Богатырь»)
- Целовать нельзя (2017)
- Харуки (2017)
- Ты мне нравишься (2017)
- Летовсегда (2018)
- Хватит убегать (2018)
- Молоды и красивы (2019)
- Медленная звезда (2021)
- Ок (2021)
- Зима в сердце (2021)
- Пташка (2022, совместно с Dose)
- Воздушный Шар (для к/ф «Чебурашка», 2023)
- Курточка (2023, совместно с ЛСП)
- Снегири (2023)
- Ветер меняет направление (2023)
- Облака (2024)
- Город ангелов (2025)